# Aeroportul Internațional Abbotsford
Aeroportul Internațional Abbotsford (IATA: YXX, ICAO: CYXX) este un aeroport din Columbia Britanică, Canada ce deservește zona Abbotsford⁠(d). Aeroportul a fost tranzitat în 2023 de 1.275.484 de pasageri. A fost deschis în 1997 și numit după zona deservită.
Situat la o altitudine de 59 m, aeroportul dispune de o singură pistă.